# كارمن كوندي
كارمن كوندي أبليان (قرطاجنة، 15 أغسطس 1907- ماخاداهوندا، 8 يناير 1996) كانت شاعرة إسبانية، وكاتبة نثر، وكاتبة مسرحية، وكاتبة مقال، ومعلمة، وتعتبر واحدة من أهم الأصوات في الجيل الشعري لعام 27. في عام ١٩٧٨ تم انتخابها كأول امرأة عضو كامل في الأكاديمية الملكية الإسبانية، وألقت خطابها الافتتاحي في عام 1979. في عام 1931، أسست كوندي، مع زوجها أنطونيو أوليفر بيلماس، أول جامعة شعبية في قرطاجنة.

## الحياة والمسيرة الأدبية
في سن السادسة انتقلت مع عائلتها إلى مليلية حيث عاشت حتى عام 1920. وقد تم جمع ذكريات هذه الفترة في كتاب بدء الحياة. في عام ١٩٢٣، اجتازت الامتحانات التنافسية لتصبح مساعدًا في غرفة الرسم في جمعية البناء البحري الإسبانية وبدأت العمل، وبدأ تعاونها مع الصحافة المحلية بعد عام واحد. في سن التاسعة عشر، بدأت التدريس في المدرسة العادية للمعلمين في مورسيا. في ١٥ أبريل ١٩٢٤، نشر كوندي أول أعماله في إحدى صحف قرطاجنة. واصل التعاون مع الصحف والمجلات الأخرى، ونشر في عام ١٩٢٥ مجلة فاصلة بعنوان "ألحان البافانا"، والتي فازت بالجائزة الأولى في الألعاب الزهرية التي عقدتها الجمعية المحلية للصليب الأحمر في ألباسيتي. أكملت دراستها في التدريس في مدينة ألباسيتي عام 1928، وذلك بفضل كرم ضيافة ابنة عمها كارمن إيبانييز إيبانييز، معلمة الموسيقى في المدرسة العادية للتدريس في هذه المدينة.
حافظت على مراسلات مكثفة مع الشاعرة إرنستينا دي شامبورسين، دون انقطاع تقريبًا من يناير 1928 إلى 1930. ومنذ ذلك العام، أصبحت رسائلهما أكثر بعدًا، على الرغم من أنهما استمرتا في المراسلة حتى ثمانينيات القرن العشرين. ومع ذلك، بسبب الأحداث المختلفة، فإن رسائل إيرنيستينا إلى كارمن هي التي تم الحفاظ عليها بشكل رئيسي. في هذه المراسلات، يعترف كلاهما بالتأثير الذي أحدثه خوان رامون خيمينيز، وغابرييل ميرو، والكلاسيكيون مثل سانتا تيريزا وفراي لويس دي ليون على شعرهما. وفيها يطلب منه كوندي أيضًا معلومات عن الليسيوم وأنشطته. وانتهى به الأمر إلى مقابلة شامبورسين شخصيًا أثناء إقامته في مدريد.
في عام 1927، التقت بالشاعر أنطونيو أوليفر وأصبحت علاقتهما رسمية. نشرت في مجلة Ley: تسليمات نزوة، وفي عام 1928 في مجلة Obra en marcha: مذكرات شعرية، المجلات الأقلية لخوان رامون خيمينيز. في عام ١٩٢٩، نشر ديوان "بروكال"، وهو كتاب من القصائد النثرية، يتميز بحضور الطبيعة وموضوعه هو الحب. أتمت دراستها للتدريس في مدرسة تدريب المعلمين في ألباسيتي عام ١٩٣٠. وبعد عام واحد، في ٥ ديسمبر ١٩٣١، تزوجا للمشاركة في إطلاق أول جامعة شعبية في قرطاجنة.
وفي عام ١٩٣١، نشرت مقاله التربوي "من أجل مدرسة متجددة". في عام ١٩٣٣، وبمساعدة راعي البعثات التربوية، أسسوا مجلة Presencia، وهي صحيفة الجامعة الشعبية، التي كانت تضم مكتبة للكبار، ومكتبة للأطفال، وسينما تعليمية، وكانت تقام فيها المؤتمرات والمعارض. وكان أحد الشعراء المدعوين هو ميغيل هيرنانديز، الذي أصبح صديقًا مقربًا للزوجين. تخرج في الجامعة الشعبية شعراء ومثقفون آخرون: رامون سيجي، مارغريتا نيلكين، ماريا دي مايزتو وغيرهم. خلال تلك الفترة، عمل كوندي أيضًا كمدرس في مدرسة El Retén الوطنية للأطفال.في عام ١٩٣٣، انتقلت إلى مدريد وكانت ابنتها الوحيدة ميتة عند الولادة، وهو موضوع يظهر بشكل متقطع في شعرها. في عام ١٩٣٤، نشرت كتاب Júbilos، بمقدمة بقلم غابرييلا ميسترال ورسوم توضيحية بواسطة نورا بورخيس.
في عام ١٩٣٦، أثناء دراستها في جامعة فالنسيا، التقى كوندي بأماندا جونكويرا، زوجة أستاذ التاريخ الإسباني كايتانو ألكازار مولينا، والتي كانت تربطه بها علاقة حب، كما وثق خوسيه لويس فيريس في سيرة كارمن كوندي: الحياة والعاطفة وشعر كاتبة منسية. وقد أشار الباحث إلى أن حياة الشاعرة وعملها "سيتم تحديدهما من خلال تلك المعركة الداخلية التي اضطرت كارمن إلى خوضها حتى نهاية أيامها، وهو صراع حميم، وربما سري، بين ظلال الماضي والحاضر إلى جانب أماندا جونكويرا". بالنسبة لرامون غيرا دي لا فيغا، فإن شغفها بأماندا جونكويرا ألهم بعضًا من أكثر كتبه كثافة، مثل Ansia de gracia و Mujer sin eden.
عندما اندلعت الحرب الأهلية، انضم أوليفر إلى الجيش الجمهوري على رأس محطة راديو الجبهة الشعبية. وتبعه كوندي عبر عدة مدن في الأندلس، لكنه عاد إلى قرطاجنة لرعاية والدته. أدى اندلاع الحرب إلى تخليهم عن خططهم للاستجابة لدعوة غابرييلا ميسترال (القنصل التشيلي في لشبونة آنذاك ) في يوليو ١٩٣٦، قبل السفر إلى فرنسا وبلجيكا لدراسة مؤسسات الثقافة الشعبية في تلك البلدان، والتي حصل كوندي على معاش تقاعدي من أجلها. كما أخذت دورات في كلية الآداب في فالنسيا واجتازت الامتحانات التنافسية للمكتبات، على الرغم من أنها لم تعمل هناك فعليًا أبدًا.
في مارس ١٩٣٧، عملت كوندي كمعلمة مؤقتة في المدرسة الوطنية للبنات في مورسيا وقامت بتدريس فصول للبالغين الأميين في بيت النساء التابع للمجموعة النسائية المناهضة للفاشية. نشرت منظمة "المرأة الحرة" كتاب "التعليم الجديد" في عام ١٩٣٦، وكتاب "التأليف الأدبي للأطفال"، و"قصائد الحرب"، و "الاستماع إلى الحياة" في عام ١٩٣٧. كما كتبت العديد من الأعمال النثرية الشعرية التي لم تنشر إلا بعد سنوات.
بعد الحرب، عاش زوجها منعزلاً في مورسيا في منزل شقيقته، وعاشت كوندي مختبئة في منزل جونكويرا في مدريد لمدة عام، وكتبت قصيدة النثر El arcángel، التي لم تُنشر حتى ستينيات القرن العشرين. في عام ١٩٤٠، استقرت في الإسكوريال مع أماندا جونكويرا، حيث كتبت الكثير من أعمالها. للتواصل مع زوجها، استعانت بصديقها خوسيه باليستر نيكولاس، مدير لا فيرداد وموظف البريد.
كانت فترة الأربعينيات من القرن العشرين عقدًا منتجًا للغاية بالنسبة للأدب واستخدم كوندي الأسماء المستعارة ماجدالينا نوغيرا، وفلورنتينا ديل مار، وآخرين. تحت إشراف ماجدالينا نوغيرا نشرت أعمالاً ذات طابع ديني، وبصفتها فلورنتينا ديل مار كتبت قصصاً ومسرحيات للأطفال ومقالات وحكايات. كما قام أيضًا بترجمات من الفرنسية والإيطالية. في عام ١٩٤١، استقر كوندي وجونكيرا في شارع ويلينجتونيا في مدريد، في مبنى يملكه فيسينتي أليكساندري، الذي كان يعيش في الطابق الأرضي. التقى الزوجان في عام ١٩٤٥، حيث كانا يقيمان في فندق فالس بشارع غويا في مدريد، مع والدة كوندي، حتى عام ١٩٤٩، عندما انتقلا إلى منزل العائلة في شارع فيراز. من عام ١٩٤٤ إلى عام ١٩٥١، تعاونت مع إذاعة إسبانيا الوطنية.
تمت محاكمتها بتهمة الوقوف إلى جانب الجمهورية، وتم رفض دعواها مؤقتًا في عام ١٩٤٤، على الرغم من تقديم شكوى جديدة في عام ١٩٤٩. وعلى الرغم من هذا، كانت نشطة للغاية. كان مسؤولاً عن الاستشارات الأدبية في مجلة Alhambra، وتعاونت في القسم الببليوغرافي للمجلس الأعلى للدراسات الإسلامية وفي قسم المنشورات في الجامعة المركزية في مدريد. خلال هذه السنوات نشرت بعضًا من أهم أعمالها الشعرية: Ansia de la Gracia، Mujer sin Edén (كتاب حرره الشاعر ليوبولدو دي لويس، الذي كتب لاحقًا مقدمة القصائد الكاملة)، Mientras los hombres mueren (الذي يعبر، على حد تعبير المؤلف، عن "اليأس العميق الذي تشعر به المرأة أمام التصاميم الغامضة التي تسمح بالرعب حيث تعيش الابتسامة بثقة").
مع مجموعة قصائد Ansia de la gracia، دخل كوندي عالم النشر، بعد أن كان حتى ذلك الحين كانت تصدر طبعات قليلة فقط. وهي مجموعة قصائد تدور حول الإثارة الجنسية، وصورها مرتبطة بالطبيعة.

## تحليل أعمالها
إن الإنتاج الأدبي لكوندي واسع جدًا، ليس فقط لأنه يغطي الشعر والروايات والقصص وأدب الأطفال والمقالات والسيرة الذاتية، ولا بسبب عملها كمؤلفة مختارات لأعمالها الخاصة وشعر عصرها، ولكن لأن مختاراتها " الأعمال الشعرية ١٩٢٩-١٩٦٦" وحدها تحتوي على أكثر من عشرين مجموعة شعرية. المواضيع الثابتة في أعماله هي الحب، والإثارة الجنسية، والحسية، وجسد الأنثى، وتجربة الله، وما إلى ذلك.
"بروكال" (١٩٢٩)، أول كتاب لها من القصائد النثرية، يظهر لنا مؤلفة تتمتع بعالم داخلي غنائي مليء بأجواء البحر الأبيض المتوسط من الضوء والشمس. يحتوي ديوان Júbilos (١٩٣٤)، والذي يتألف أيضًا من قصائد نثرية، على تعقيد هيكلي وموضوعي أكبر. يمكننا أن نرى بالفعل الطبيعة السردية والذكرية التي سوف تتخلل عمله. في Ansia de gracia (١٩٤٥) كان الموضوع الأساسي هو الحب المليء بالإثارة والحيوية. في فيلم "امرأة بلا جنة" (١٩٤٧) تؤكد نفسها كامرأة في مواجهة الواقع والطبيعة.
Derribado arcángel في كتابها (١٩٦٠)  تحكي عن صراع الشاعرة ضد الشيطان، الملاك الساقط، الذي يظهر كمغري، والذي تريده فقط أن يتم الإطاحة به، وليس هزيمته، حتى يتمكن من مواصلة قتاله. تتميز مجموعة " في أرض لا أحد" (١٩٦٠) بكونها شعرًا عن المسافة والعزلة. في هذا الجانب من الأبدية (١٩٧٠) يبرز التمرد الاجتماعي ضد هذا العالم وفساده. التآكل (١٩٧٥) لديه موضوع أساسي هو الحياة والألم. وسيتضمن الكتاب ثلاث قصائد يتأمل فيها، بعد زيارة لنيويورك، نزع الصفة الإنسانية عن العالم والمجتمع. كما أنها تخصص جزءًا لزوجها المتوفى "أقول الكلمات لأن الموت أخرس" بنبرة رثائية تغذيها الذكريات والألم والاستياء. في فيلم "الزمن نهر ناري بطيء للغاية" (١٩٧٨)، ابتكر تجددًا أسلوبيًا شخصيًا للغاية يستمر مع فيلم "الليلة المظلمة للجسد" (١٩٨٠) حيث يتأمل جسده في مواجهة الموت. وكان آخر كتاب شعري لها هو "أيام جميلة في الصين" (١٩٨٧)، والذي كتبته أثناء وبعد رحلتها إلى الصين، حيث تظهر كارمن مبتهجة في وجه هذا البلد. في قصائدها، يستخدم كوندي "الأنا" الغنائية الغامضة وحتى المجردة، بالإضافة إلى الضمائر التي تخفي جنس الشخصيات. فهو يربط الحبيب بمناظر طبيعية (مناظر إيفاش)، ويربط ذاته الشعرية بطبيعة إنسانية وجسدية تقريبًا. التفت إلى روحك وروح من تحب، لتجنب الوقوع في صراع مع المعايير الاجتماعية. يمكن تفسير الكثير من استعاراته من خلال الأخذ بعين الاعتبار معنى جديدًا في سياق الرغبات المحرمة. وهكذا فإن الليل والظل والهاوية كلها مرتبطة بالرغبة المحرمة. الصمت هو أيضا ثابت. إن الرغبة العاطفية الجسدية حاضرة في جميع أعمالها، وحقيقة أنها امرأة في بعض الأحيان تميز شعرها بطريقة خاصة.
وفيما يتعلق بمسرحها للأطفال والشباب، يجدر تسليط الضوء على وضعها كمعلمة ونضالها من أجل عدم خفض المستوى الثقافي عند التعامل مع هذا النوع من القراء. تتراوح موضوعات هذا النوع من الروايات الإسبانية والتاريخ والتصوف، حيث تناولتها تلك العصور بحساسية خاصة ومستوى فكري. في بداياتها، كان تأثير الطليعة الأوروبية واضحًا من خلال عناوين مثل "كيكيريكي" كما حدث مع العديد من الزملاء من جيل 27 الذين دخلوا مسرح الأطفال والشباب. (لويس أهومادا زوازا. "مسرح الأطفال والشباب لكارمن كوندي").

## الإرث
في سبتمبر 1992، كتبت كوندي وصيتها التي أوصت فيها لمجلس مدينة قرطاجنة، مسقط رأسها، بجميع أعمالها الأدبية وأعمال زوجها. وقد قام ممثلو الكاتبة، بموجب السلطة الممنوحة من قبلها، بإضفاء الطابع الرسمي على اتفاقية تنظم التبرع بهذا الإرث الثقافي، وقد تمت الموافقة على نصها النهائي في عام 1994. وبهدف ضمان حسن سير العمل وتحقيق أغراض التبرع، فضلاً عن الترويج لشخصيتي كارمن كوندي وأنطونيو أوليفر وأعمالهما، التزم مجلس مدينة قرطاجنة في هذه الاتفاقية بإنشاء صندوق بلدية كارمن كوندي-أنطونيو أوليفر، الذي تم إنشاؤه في عام 1995؛ تم افتتاح المتحف هذا العام.
بعد وفاتها، شغلت آنا ماريا ماتوتي مقعدها في الأكاديمية الملكية الإسبانية في عام ١٩٩٨. منذ عام ١٩٨٤، تمنح دار نشر توريموزاس جائزة كارمن كوندي للشعر للمؤلفات الإناث.

## أعمالها

### الشعر الغنائي
- البئر (قصائد نثرية)، مدريد، ١٩٢٩.
- ابتهاجات. قصائد للأطفال والورود والحيوانات والرياح، مورسيا، ١٩٣٤ (مقدمة من غابرييلا ميسترال "كارمن كوندي، راوية الطفولة").
- شغف الفعل، مدريد،١٩٤٤.
- حيوات ضد مرآتها،١٩٤٤.
- توق إلى النعمة، مدريد، ١٩٤٥.
- ذاكرة عميقة عني، مدريد، ١٩٤٦.
- نهايتي في الريح، مدريد، ١٩٤٧.
- امرأة بلا جنة، مدريد، ١٩٤٧.
- لتكن النور، مدريد، ١٩٤٧.
- في أيدي الصمت، ١٩٥٠.
- أرض مضيئة، مدريد، ١٩٥١.
- بداية الحياة، ١٩٥١.
- بينما يموت الرجال (قصائد نثرية)، ميلانو، ١٩٥٢.
- كائنات حية من العصور، مدريد، ١٩٥٤.
- مناجاة الابنة، مدريد، ١٩٥٩.
- الملاك الملقى، مدريد، ١٩٦٠.
- في عالم الفارين، بوينس آيرس، ١٩٦٠.
- قصيدتان، مورسيا، ١٩٦٢.
- في أرض لا أحد، مورسيا، ١٩٦٢.
- قصائد بحر مينور، مورسيا، ١٩٦٢.
- أعطي صوتي للّيل، مدريد، ١٩٦٢.
- جاغوار نقي لا يذبل، مدريد، ١٩٣٦.

### الأعمال الشعرية (١٩٢٩-١٩٦٦)
تتضمن كتبًا غير منشورة مثل الطين الملتهم، النظرة المسحورة والكتابات البشرية، وحصلت على الجائزة الوطنية للأدب).
- على هذا الجانب من الأبدية، مدريد، ١٩٧٠.
- أغاني العاشقة، ١٩٧١.
- تآكل، مدريد، ١٩٧٥.
- موعد مع الحياة، مدريد، ١٩٧٦.
- أيام عبر الأرض، ١٩٧٧.
- الزمن نهر بطيء من النار، برشلونة، ١٩٧٨.
- لقاء مع القديسة تيريزا، ١٩٧٩.
- الأعمال الشعرية، ١٩٧٩.
- الليل المظلم للزمن، ١٩٨٠.
- الليل المظلم للجسد، ١٩٨٠
- لتسفك دماءها الظلال، مدريد، ١٩٨٣.